# Gizmondo
Gizmondo — портативна ігрова консоль, випущена компанією Tiger Telematics в березні 2005 року.
Продажі приставки дуже низькі — було продано всього близько 25 000 консолей, це одна з найменш продаваних портативних консолей в історії. Продажі припинилися в лютому 2006 року і Gizmondo Europe, дочірнє підприємство Tiger Telematics, оголосило себе банкрутом. В 2008 році співзасновник і голова Tiger Telematics, Карл Фрір, оголосив про плани з перезапуску Gizmondo під назвою Gizmondo 2.
Репутація Gizmondo була очорнена участю одного з керівників, Стефана Ерікссона, в організованій злочинності.